# Battle Royale (romanzo)
Battle Royale (Batoru Rowaiaru) è un romanzo dello scrittore giapponese Koushun Takami. Originariamente scritto nel 1996, non è stato pubblicato fino al 1999. La storia racconta degli studenti di una scuola media che sono costretti a combattere tra loro fino alla morte in un programma gestito da un autoritario governo giapponese ora conosciuto come "Repubblica della Grande Asia Orientale".
Inizialmente era stato candidato al "Japan Grand Prix Horror Novel 1999" ma era stato rifiutato nel round finale per il suo contenuto. Successivamente il romanzo, a sorpresa, è diventato un best seller. Nel 2000 sì classificò al quarto posto nel Kono Mystery ga Sugoi!, una guida annuale di mistero e thriller, e vendette oltre un milione di copie.
Nel 2000, un anno dopo la pubblicazione del romanzo, Battle Royale è stato adattato in una omonima serie manga scritta dallo stesso Takami e in un film omonimo. Il film ha avuto successo ma anche controversie, venendo condannato dalla Dieta Nazionale del Giappone; è diventato comunque uno dei film di maggiore incasso nel paese. Il film ha avuto un sequel chiamato Battle Royale II: Requiem e altri due adattamenti manga più brevi.

## Trama
Battle Royale è ambientato in una versione totalitaria del Giappone conosciuto ora come la "Repubblica della Grande Asia Orientale" (in lingua giapponese Dai Toa Kyowakoku). Ogni anno una classe di scuola media, selezionata in modo casuale, è costretta a prendere parte al "Programma", un macabro gioco in cui gli studenti devono uccidersi l'un l'altro finché non rimane un solo vincitore. All'inizio della storia si apprende l'esistenza di un rapporto segreto degli organizzatori del Programma, i quali si sono accorti che un hacker è entrato nei dati privati ma dubitano sia venuto a conoscenza di qualcosa di importante, perciò decidono di non annullare il programma.
Sotto l'apparenza di una gita scolastica un gruppo di studenti di una scuola media della fittizia città di Shiroiwa della Prefettura di Kagawa, mentre sono nell'autobus vengono narcotizzati; si risvegliano in una scuola su un'isola deserta con dei collari metallici sul collo. Dopo essere stati informati dal cinico e spietato coordinatore del programma, Kinpatsu Sakamochi, sulle regole del Programma, gli studenti ricevono sacchi contenenti il necessario per sopravvivere, pane, acqua, una mappa e un'arma casuale o un utensile e vengono mandati fuori dalla scuola uno ad uno. Mentre la maggior parte degli studenti riceve pistole o coltelli, altri ricevono armi relativamente inutili come boomerang, freccette o una forchetta. In alcuni casi, invece di un'arma, lo studente riceve un oggetto utile per la gara. Hiroki Sugimura riceve un radar in grado di captare gli studenti nelle vicinanze e Toshinori Oda riceve un giubbotto antiproiettile.
Per assicurarsi che gli studenti obbediscano alle regole e si uccidano a vicenda, i collari metallici intorno al collo monitorano le loro azioni ed esplodono se gli studenti si fermano in una "zona vietata" o se tentano di rimuovere il collare. Le zone vietate aumentano col passare del tempo riducendo il campo di battaglia e costringendo gli studenti a spostarsi. I collari segretamente trasmettono le voci degli studenti agli organizzatori del Programma permettendo loro di sentire le loro conversazioni, i loro piani di fuga e i log delle loro attività. I collari esploderanno anche nel caso in cui nessuno studente muoia nell'arco di 24 ore. Per far capire ai ragazzi che il Programma deve essere preso sul serio, Kinpatsu Sakamochi mostra loro la testa decapitata del loro professore, uccide un ragazzo e una ragazza e ne ferisce un'altra.
La trama segue le vicende di tutti gli alunni con numerosi flash back che rimandano a vicende accadute prima del programma. Si verrà così a sapere che Shogo è il vincitore dell'edizione precedente, particolare questo che assumerà grande importanza nel prosieguo della storia.
Nelle fasi finali del programma rimangono in vita solo quattro ragazzi: Shuya Nanahara, Noriko Nakagawa, Shōgo Kawada e l'antagonista Kazuo Kiriyama. Dopo un inseguimento e una lunga sparatoria in cui Kazuo viene colpito in viso da Noriko e finito da Shogo, quest'ultimo finge di uccidere Shuya e Noriko, e si scopre essere lui stesso l'hacker, il quale ha scoperto che i collari, sotto potenti onde magnetiche, vanno in tilt. Viene dichiarato il vincitore del Programma e accolto su una nave piena di soldati in cui è presente Sakamochi, il responsabile del Programma. Quando Sakamochi rivela di sapere che in realtà Shuya e Noriko sono ancora vivi tenta di uccidere Shogo, ma viene ucciso da quest'ultimo. Shuya e Noriko salgono sulla nave uccidendo tutti i soldati a bordo e si riuniscono a Shogo, che però muore per le ferite riportate nello scontro con Kiriyama. Shuya e Noriko scappano decisi a rifarsi una vita come Shogo aveva detto loro di fare ma entrambi promettono di ritornare, un giorno, per vendicarsi.

## Differenze tra romanzo, manga e film
- Nel romanzo il responsabile della classe durante lo scontro si chiama Kinpatsu Sakamochi, nel manga Yonemi Kamon, e nel film Kitano (interpretato da Takeshi Kitano).
- Nel manga la morte di Hirono Shimizu è causata da una caduta in un profondissimo pozzo da Toshinori Oda, e non da strangolamento come nel romanzo. Nel film viene uccisa da Mitsuko Souma, che le spara alla schiena.
- Nel romanzo Takako Chigusa schiaccia la membrana oculare di Kazushi Niida accecandolo, e gli conficca il proprio rompighiaccio in bocca. Nel manga Takako gli stacca un occhio e lo fa cadere di schiena sopra di lei per conficcargli nella nuca un dardo della balestra a lui appartenuta, mentre nel film lo pugnala più volte.
- Nel romanzo Mitsuko Souma è presentata come una ragazza bellissima ma terribile che ha avuto un'infanzia traumatica, causata da numerosi stupri, omicidi e una situazione familiare drammatica. Nel manga si parla dell'amore che aveva verso il padre, partito per una questione governativa e mai più ritornato dalla figlia, lasciata in preda al nuovo fidanzato della madre, un pedofilo. Prima di partire, il padre regala alla figlia un anello che Mitsuko non toglierà più per tutto il resto della sua vita. È approfondito anche l'aspetto del sex-appeal che la giovane instaura diabolicamente con i ragazzi della scuola per sedurli e ucciderli. Mitsuko è uccisa da Kazuo Kiriyama che le spara più volte, finendola con una raffica di colpi sul viso. Nel film, la ninfomania di Mitsuko viene solo accennata.
- Nel romanzo Yoshitoki Kuninobu viene colpito da una raffica di colpi lungo il corpo. Nel manga Kamon gli fa esplodere un pezzo di bocca con un proiettile, poi lo uccide. Nel film gli viene fatto esplodere il collare, che gli apre la gola. In tutte le versioni, muore prima dell'inizio del programma.
- Nel manga sono approfondite storie d'amore come quelle di Yoshimi Yahagi e Yoji Kuramoto, Sakura Ogawa e Kazuhiko Yamamato, Shogo Kawada e Keiko Onuki, la cotta di Yukiko, Yumiko e Yukie per Shuya, nonché la profonda amicizia che lega Takako Chigusa e Hiroki Sugimura.
- Nel film Kazuo Kiriyama viene ucciso da Kawada con un colpo di fucile che gli fa esplodere il collare. Nel manga muore allo stesso modo, ucciso però da Nanahara con la pistola di Mimura. Nel romanzo è colpito in viso da Noriko e finito da Shogo.

## Edizioni
- Koushun Takami, Battle Royale, Milano, Arnoldo Mondadori Editore, 2009,  p. 662, ISBN 978-88-04-58687-6.
- Koushun Takami, Battle Royale, Milano, Mondadori, 2016,  p. 613, ISBN 978-88-04-66392-8.